# Piletocera fulvalis
Piletocera fulvalis là một loài bướm đêm trong họ Crambidae.